# Take Her Home
"Take Her Home" is de debuutsingle van de Pekelder nederbietgroep Ro-d-Ys uit 1967.
De single is geschreven door bandleider Harry Rijnbergen en geproduceerd door Hans van Hemert. De B-kant van de single was "Only One Week", ook geschreven door Rijnbergen.
"Take Her Home" werd het grootste succes van de band en bereikte in de zomer van 1967 de derde positie in de Nederlandse Top 40. In de Parool Top 20 haalt het nummer zelfs een tweede plaats. Het nummer wordt ook uitgebracht in België maar haalt daar de hitlijst niet.

## NPO Radio 2 Top 2000
| Nummer met noteringen in de NPO Radio 2 Top 2000 | '99  | '00 | '01  | '02  | '03 | '04  | '05  | '06 | '07  | '08  |
| ------------------------------------------------ | ---- | --- | ---- | ---- | --- | ---- | ---- | --- | ---- | ---- |
| Take Her Home                                    | 1576 | -   | 1807 | 1829 | -   | 1920 | 1914 | -   | 1623 | 1989 |

1. ↑  Een '-' betekent dat het nummer niet was genoteerd en een vetgedrukt getal geeft de hoogste notering aan.
2. ↑  Deze tabel is bijgewerkt tot en met de laatste editie (2024).